# Kamishibai

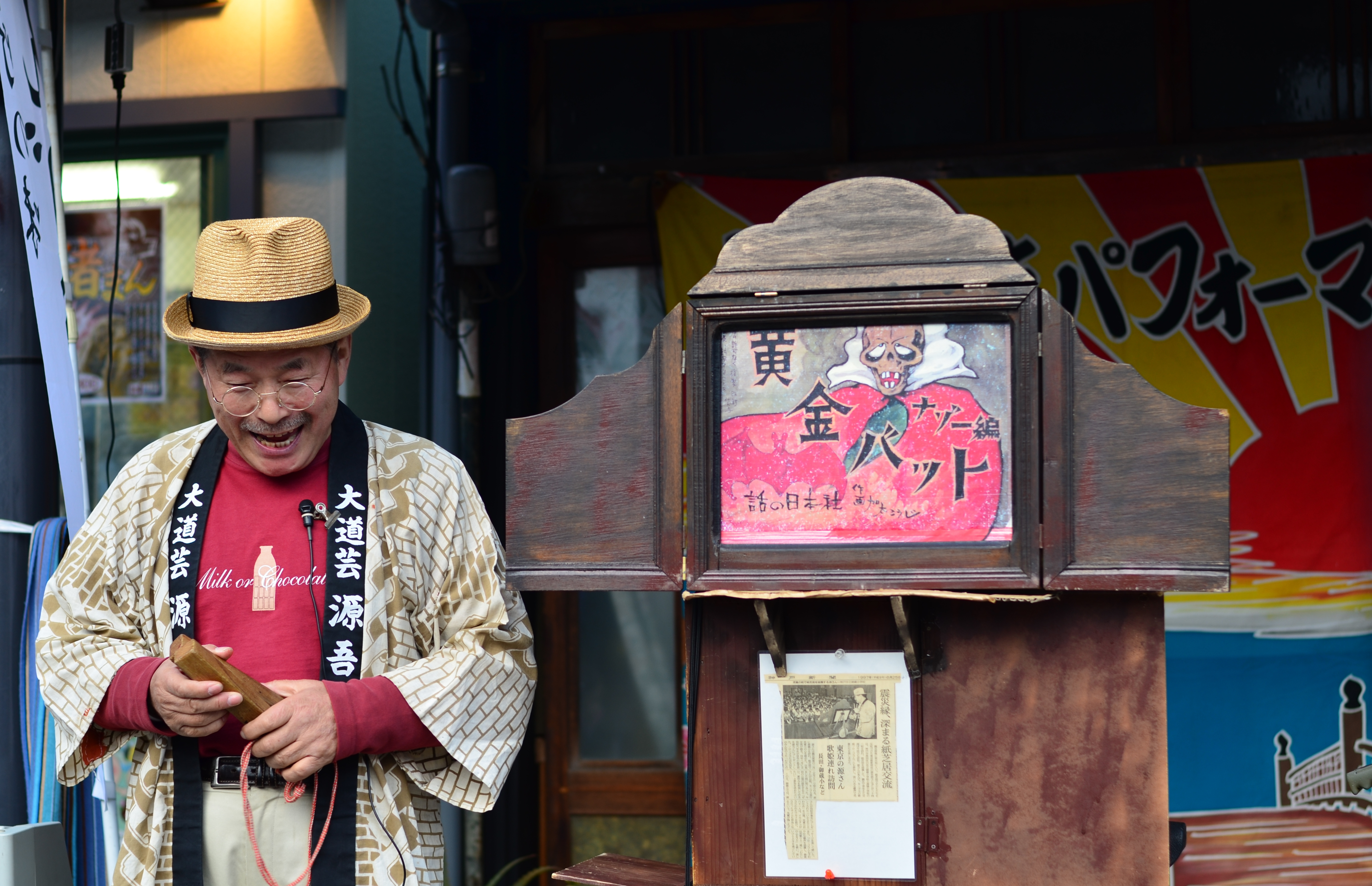
Um artista de kamishibai em Tóquio, apresentando uma história de Ōgon Bat.

Kamishibai (em japonês:  紙芝居, transl. kamishibai, literalmente "teatro de papel")  é uma forma de contar histórias que se originou em templos budistas japoneses no século XII, onde os monges usavam emakimono (rolo de pintura) para transmitir histórias com lições de moral a uma plateia predominantemente analfabeta.

## História
Origem
As origens exatas de kamishibai durante o século XX são desconhecidas, aparecendo "como o vento na esquina da rua" na seção Shitamachi de Tóquio em torno de 1930. Acredita-se, no entanto, que o kamishibai tem raízes profundas no etoki do Japão (" História da arte da narrativa pictórica "), que pode ser rastreada até os pergaminhos de emaki do século XII, como o Chōjū-giga (鳥獣戯画) atribuído ao bonzo Toba Sōjō (1053-1140). O emaki retrata animais antropomorfizadas que estimulam a sociedade durante este período, mas não tem texto, tornando-se uma ajuda pictórica para uma história.
Durante o período Edo (1603-1868) houve um florescimento das artes visuais e de performance particularmente através da proliferação de ukiyo-e ("imagens do mundo flutuante"). Etoki mais uma vez tornou-se popular durante o último século XVIII, enquanto os contadores de histórias começaram a se instalar nos cantos das ruas com um rolo desenrolado pendurado em um poste. No período Meiji (1868-1912), tachi-e ("imagens de stand-up"), semelhantes às do período Edo, foram informadas por artistas que manipularam recortes de papel plano de figuras montadas em postes de madeira (semelhante aos fantoches das sombras da Indonésia e da Malásia). O sacerdote zen Nishimura também é creditado por ter usado essas imagens durante sermões para entreter crianças. Outra forma de etoki foi um modificado estereoscópio  japonês importado da Holanda. Muito menor em tamanho, seis gravuras de paisagens e cenas diárias seriam colocadas uma atrás da outra em cima do dispositivo e baixadas quando necessário para que o espectador, que as olhava através de uma lente, pudesse experimentar a ilusão de espaço criada por isso dispositivo. Os desenvolvimentos artísticos e tecnológicos dos períodos Edo e Meiji podem ser vinculados ao estabelecimento de kamishibai. 

## Era de Ouro
Kamishibai, cartoons e histórias em quadrinhos se tornaram substancialmente populares durante a Grande Depressão da década de 1930 e após a rendição japonesa às Forças Aliadas em agosto de 1945 no final da Segunda Guerra Mundial. Este período é conhecido como a "Era de Ouro" de kamishibai no Japão. O kamishibai produzido e narrado durante este período dá uma visão sobre a mentalidade das pessoas que viveram um período tão tumultuado na história. Ao contrário das dificuldades impostas pela depressão, em 1933 havia apenas 2.500 kamishibaiya em Tóquio, que se apresentavam dez vezes por dia para um público de até trinta crianças, equivalente a um total de um milhão de crianças por dia. Os anos da Depressão foram os mais prósperos e vibrantes para o kamishibai, com 1,5 milhão de desempregados em Tóquio em 1930, proporcionando uma ótima oportunidade de trabalho para muitas pessoas.
O início do período pós-guerra foi particularmente difícil para os japoneses que queriam reconstruir suas vidas em um ambiente em rápida mudança. Os quadrinhos se tornaram populares, em jornais e revistas que descrevem cenas da vida cotidiana injetadas com humor. Uma forte indústria de publicação emergiu da demanda de quadrinhos, mas fora dessa indústria, o desejo de entretenimento barato provocou o estabelecimento de novas histórias em quadrinhos ao ar livre, kamishibai. Cinco milhões de crianças e adultos foram entretidos em todo o Japão diariamente durante o período pós-guerra.
O gaito kamishibaiya ("narrador de kamishibai de canto de rua") estacionava a bicicleta em uma interseção familiar e batia seus hiyogoshis juntos para anunciar sua presença e criar antecipação para o show. Quando o público chegava, ele vendia doces para as crianças como um ingresso para o show, que era sua principal fonte de renda. Eles desenvolveriam então um butai, um proscênio de madeira em miniatura que mantinha as placas ilustradas para que o narrador mudasse enquanto contava (e proporcionar efeitos sonoros para) a história sem roteiro. Os verdadeiros artistas só usaram arte original pintada à mão, não o tipo produzido em massa encontrado nas escolas ou para outros fins de comunicação.
Kamishibais kashimotos (concessionários) foram procurado para encomendar e alugar obras de arte para narradores por uma pequena taxa. A criação dessas placas foi semelhante à de uma empresa americana de quadrinhos com cada pessoa fazendo separadamente a coloração de um quadro. O ilustrador principal faria esboços a lápis que foram feitos com pincéis grossos de tinta da Índia. A pintura de aguarela foi então aplicada para delinear o fundo e o primeiro plano, uma tinta de temperação opaca foi então adicionada em cima e, finalmente, uma camada de laca para dar brilho e protegê-la dos elementos. Uma mistura de "cultura pop trashy" e belas artes, o kamishibai misturou o estilo linear tradicional da pintura japonesa com o forte claroscuro da pintura ocidental, contrastando a luz e a escuridão para dar a figura profundidade e dinamismo.
A arte exerceu influência em mangás e animes, artistas como Shigeru Mizuki, Goseki Kojima e Sanpei Shirato, começaram fazendo kamishibais e migraram para os mangás, o personagem Ōgon Bat, conhecido no Brasil como Fantomas, estreou primeiro em kamishibais no ano de 1930,  ao lado de outro personagem surgido em kamishibai no mesmo período, o Princípe Gamma (em japonês:  ガンマ王子), é apontado como um dos precursores dos  super-heróis, antecedendo personagens como Superman (lançado em 1938) e Batman (lançado em 1939).
Kamishibai também foi utilizado como fonte de comunicação para as massas, um jornal para adultos durante a Segunda Guerra Mundial e a Ocupação Aliada (1945-1953). Existem teorias sobre a aceitação do desenho como um meio de comunicação nas nações asiáticas mais do que nas nações ocidentais, que podem ser ligadas às diferentes tecnologias de impressão utilizadas em cada história de regiões. No Ocidente, o texto e a imagem eventualmente se separaram por causa do método Johannes Gutenberg de tipos móveis.  Na língua japonesa de caracteres complexos, era muito mais fácil empregar a impressão em madeira.

## Declínio
A popularidade do kamishibai declinou no final da Ocupação Aliada e a introdução da televisão, conhecida originalmente como denki kamishibai ("kamishibai elétrico") em 1953. Com a televisão trazendo maior acesso a uma variedade de entretenimento, muitos artistas e narradores de kamishibai perderam o trabalho, com o primeiro a atrair o movimento gekigá, trazendo novos talentos e narrativas para esse movimento crescente do mangá. Embora esta forma de arte japonesa tenha desaparecido em grande parte, seu significado e contribuições permitiram que o kamishibai fosse atribuído como uma origem tanto para o mangá quanto para o anime.